# ستيوارت جيلارد
ستيوارت جيلارد (بالإنجليزية: Stuart Gillard )‏ (و. 1950  م) هو مخرج أفلام، وكاتب سيناريو، وممثل أفلام كندي.
.

## التعليم
تعلم في جامعة ألبرتا.

## جوائز
حصل على جوائز منها:
- جائزة نقابة المخرجين الأمريكيين
- CableACE Award [الإنجليزية]‏
- أكاديمية السينما والتلفزيون الكنديين
- جائزة غيميني.

## وصلات خارجية
- ستيوارت جيلارد على موقع IMDb (الإنجليزية)
- ستيوارت جيلارد على موقع ألو سيني (الفرنسية)
- ستيوارت جيلارد على موقع أول موفي (الإنجليزية)
- ستيوارت جيلارد على موقع قاعدة بيانات الأفلام السويدية (السويدية)
- ستيوارت جيلارد على موقع قاعدة بيانات الفيلم (الإنجليزية)
- ستيوارت جيلارد على موقع كينوبويسك (الروسية)